# Franciszek Bujak (historyk)

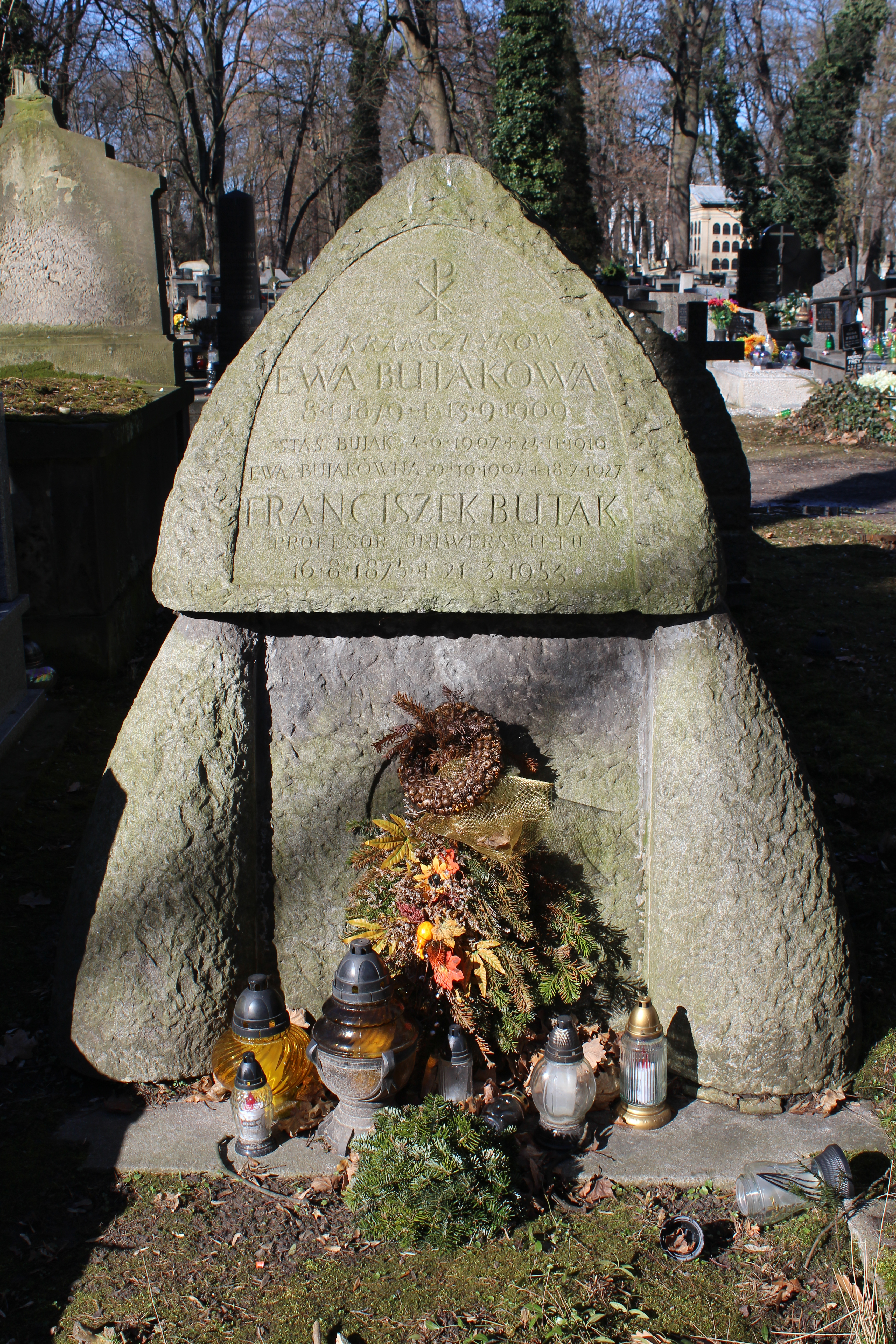
Grób Franciszka Bujaka

Franciszek Bujak (ur. 16 sierpnia 1875 w Maszkienicach, zm. 21 marca 1953 w Krakowie) – polski historyk dziejów gospodarczych i społecznych Polski. Współtwórca (obok Jana Rutkowskiego) polskiej szkoły historii społeczno-gospodarczej, zwłaszcza w zakresie dziejów wsi. Wraz z uczniami był prekursorem nurtu badawczego upowszechnionego później przez Szkołę Annales, a na gruncie polskim – historii środowiskowej. Jego badania nad wsią wywarły wpływ na rozwój polskiej socjologii w okresie międzywojennym.
Profesor historii Uniwersytetu Jagiellońskiego (1909–1918, 1946–1952), Uniwersytetu Warszawskiego (1919–1921) i Uniwersytetu Jana Kazimierza we Lwowie (1921–1941). Członek PAU od 1919 i PAN od 1952, prezes Polskiego Towarzystwa Historycznego (w latach 1932–1933 i 1936–1937), członek Towarzystwa Historycznego we Lwowie. Polityk związany z PSL „Piast” i SL.
Inicjator czasopisma „Roczniki Dziejów Społecznych i Gospodarczych” (1931) oraz serii wydawniczej Badania Dziejów Społecznych i Gospodarczych (1931–1950).

## Życiorys
Pochodził z rodziny chłopskiej, w której od połowy XVIII w. występowały tradycje piśmienności, sprawowania funkcji wójtowskich i zarobkowania pozarolniczego. Był synem Jakuba i Anny z Bujaków. W domu nauczył się czytać i pisać, a dalszą edukację rozpoczął w 1882 w lokalnej szkole ludowej, do której uczęszczał regularnie tylko zimą w okresie wolnym od prac rolnych. Z powodu wątłego zdrowia został jednak przez rodziców przeznaczony do stanu duchownego i posłany do szkół o dobrej reputacji. Ukończył szkołę pospolitą w Brzesku, a w 1894 zdał z odznaczeniem egzamin dojrzałości w C. K. Gimnazjum w Bochni (w jego klasie gimnazjalnej był Wiktor Arvay). W latach szkolnych był czytelnikiem wydawanego przez Bolesława Wysłoucha we Lwowie tygodnika społeczno-politycznego „Przyjaciel Ludu”.
Podjął studia historyczne i geograficzne na Wydziale Filozoficznym Uniwersytetu Jagiellońskiego, od trzeciego roku był także słuchaczem wykładów z prawa (do 1900). Ponieważ wybrał kierunek kształcenia wbrew woli ojca, musiał utrzymywać się z korepetycji. W 1897 poważnie zachorował na płuca i wyjechał na siedmiomiesięczne leczenie za granicę dzięki wsparciu profesora historii prawa Bolesława Ulanowskiego. Do jego wykładowców należeli obok Ulanowskiego m.in. historycy Stanisław Krzyżanowski i Stanisław Smolka, geograf Franciszek Czerny-Schwarzenberg, demograf Józef Kleczyński, historyk literatury Maksymilian Kawczyński i językoznawca Lucjan Malinowski. W szerokim doborze wykładów przyświecała Bujakowi idea syntezy nauk społecznych. Po powrocie z leczenia pod koniec 1897 został pomocnikiem asystenta przy seminarium historycznym. W 1898 wstąpił do Towarzystwa Ludoznawczego. W 1899 uzyskał stopień doktora na podstawie pracy Geografia w Polsce do końca XVI wieku i nominację na asystenta seminarium. Od lipca 1900 pracował w Bibliotece Jagiellońskiej. W 1901 wyjechał na stypendium fundacji Gałęzowskiego na Uniwersytet w Lipsku, gdzie słuchał wykładów Karla Lamprechta z historii, Karla Büchera z ekonomii i Friedricha Ratzela z geografii. Pobyt w Lipsku ponownie przerwała choroba, zmuszając Bujaka do wyjazdu na urlop zdrowotny do Włoch (do Rzymu i Genui), gdzie studiował portolany. Do kraju powrócił w czerwcu 1902 i objął stanowisko adiunkta w Krajowym Archiwum Akt Grodzkich i Ziemskich. W 1903 wydał pierwszą dojrzałą monografię socjologiczną wsi poświęconą Żmiący w powiecie limanowskim. Po fiasku habilitacji w oparciu o pracę dotyczącą portolanów, która spotkała się z brakiem zainteresowania w krakowskim środowisku naukowym, zdobył jako pierwszy na ziemiach polskich habilitację z historii gospodarczej na Uniwersytecie Jagiellońskim w 1905 na podstawie rozprawy Studia nad osadnictwem Małopolski. Przeciwnikiem kandydatury Bujaka był Czerny-Schwarzenberg, który spotkawszy się z jego strony z odmową potępienia ruchu ludowego na łamach „Czasu” uważał go za socjalistę. Bujak uzyskał w 1905 stanowisko docenta, a w 1909 profesora nadzwyczajnego polskiej i powszechnej historii gospodarczej, tworząc pierwszy dydaktyczno-naukowy ośrodek historii gospodarczej.
W czasie studiów w grudniu 1895 Bujak związał się z organizacją „Zjednoczenie”, gdzie reprezentował skrzydło bliskie ruchowi ludowemu. Do uzyskania doktoratu w 1899 działał w Związku Młodzieży Polskiej „Zet” i był delegatem na zjazdy młodzieży narodowej w Warszawie, Wrocławiu i Zurychu. W 1903 został przyjęty do tajnej Ligi Narodowej. Brał udział w zebraniach organizacyjnych Stronnictwa Narodowo-Demokratycznego. W 1912 został wybrany członkiem Komitetu Głównego SND w Galicji, ale nominacji nie przyjął i opuścił partię. W tym samym roku opublikował negatywną recenzję książki habilitacyjnej z zakresu ekonomii autorstwa swojego byłego seminarzysty Romana Rybarskiego (Nauka o podmiocie gospodarstwa społecznego), która zapoczątkowała ostrą polemikę naukową między nimi na gruncie Methodenstreit.
Bezpośrednio po wybuchu I wojny światowej sympatyzował z Naczelnym Komitetem Narodowym, w ramach którego został zastępcą kierownika Oddziału Politycznego Sekcji Zachodniej w 1914 roku. Krytykował jednak orientację na państwa centralne i sprzeciwiał się werbunkowi młodzieży do formacji legionowych. W 1915 działał na rzecz wystąpienia PSL „Piast” z NKN, zwalczał także wpływy polityczne stańczyków na UJ. Przyczynił się do powstania pasywistycznego Zjednoczenia Narodowego obejmującego endecję i ludowców z „Piasta”. 

### II Rzeczpospolita
Od lutego do czerwca 1919 przebywał jako członek delegacji polskiej na konferencji pokojowej w Paryżu. W ramach prac Biura Kongresowego zasiadał w gronie ekspertów gospodarczych, wchodząc w skład komisji do spraw zaboru pruskiego, Galicji i Śląska Cieszyńskiego, portów, kanałów i kolei. W tym okresie politycznie zaprzestał współpracy z obozem narodowym i wstąpił do PSL „Piast”.
Władzom Uniwersytetu Jagiellońskiego nie udało się uzyskać dla niego profesury zwyczajnej. Otrzymał jednak w 1919 katedrę na Uniwersytecie Warszawskim, był także związany z Wyższą Szkołą Handlową w Warszawie. 23 czerwca 1920, w toku wojny polsko-bolszewickiej, Bujak został mianowany ministrem rolnictwa i dóbr państwowych w pozaparlamentarnym I rządzie Władysława Grabskiego. Podpisał przepisy wykonawcze do uchwalonej przez Sejm Ustawodawczy reformy rolnej. Krytykował sposób przeprowadzenia reformy, opowiadając się za wysokim górnym limitem areału dla wielkiej własności ziemskiej (w tym kościelnej) i za odszkodowaniem dla wywłaszczanych posiadaczy, postulował tworzenie średnich gospodarstw o różnorodnym rozmiarze. Ustąpił ze stanowiska w rezultacie dymisji gabinetu Grabskiego 24 lipca 1920.
Po upadku rządu zrezygnował z zaangażowania w politykę i przeniósł się do Lwowa, gdzie od roku akademickiego 1920/1921 został profesorem i kierownikiem Zakładu Historii Społeczno-Gospodarczej na Uniwersytecie Jana Kazimierza. W 1922 został czynnym członkiem Akademii Umiejętności w Krakowie. Od 1927 Bujak pełnił funkcję wicekuratora Zakładu Narodowego im. Ossolińskich. W 1930 wszedł w skład Komisji Akademii odpowiedzialnej za organizację Komitetu Słownika Biograficznego. W 1931 założył „Roczniki Dziejów Społecznych i Gospodarczych”. Ponadto w latach 1923–1932 pełnił funkcję wiceprezesa Polskiego Towarzystwa Historycznego, a w latach 1932–1934 i 1936–1937 funkcję prezesa. W latach 1934–1936 przewodniczył Towarzystwu Naukowemu we Lwowie.
Na krótko ponownie związał się z administracją rządową pełniąc urząd prezesa Rady Nadzorczej Państwowego Banku Rolnego w latach 1926–1927. Do jego zadań należało reprezentowanie banku wobec rządu, a także rozwój rolnictwa i wsi, wspieranie parcelacji, melioracji i osadnictwa.
Dekretem Ministra Rolnictwa i Reform Rolnych z 14 stycznia 1937 został mianowany radcą Lwowskiej Izby Rolniczej. 
Wraz z ówczesnym rektorem UJK Stanisławem Kulczyńskim udzielił poparcia inicjatywie utworzenia na uczelni Niezależnej Bratniej Pomocy jako alternatywy dla istniejących „Bratniaków”, zdominowanych przez Młodzież Wszechpolską. Niezależna Bratnia Pomoc, organizowana przez lokalną Polską Akademicką Młodzież Ludową, Związek Niezależnej Młodzieży Socjalistycznej i Związek Polskiej Młodzieży Demokratycznej-Lewicy, została ostatecznie zalegalizowana na UJK w lipcu 1938. Według wspomnień Józefa Zielińskiego i Ludwika Hassa na wykładach Bujaka nie stosowano się do przepisów tzw. getta ławkowego i panował pluralizm poglądów politycznych.

### II wojna światowa i Polska Rzeczpospolita Ludowa
Podczas wojny Franciszek Bujak przebywał we Lwowie aż do 1944. W okresie 1939–1941 kontynuował pracę dydaktyczną na Uniwersytecie Jana Kazimierza, a także na reorganizacji na Lwowskim Uniwersytecie Państwowym im. Iwana Franki. Oprócz tego przejął odpowiedzialność za funkcjonowanie Zakładu Narodowego im. Ossolińskich. Zaangażował się w działalność konspiracyjną w ruchu ludowym. W 1941 r. nawiązał kontakt ze Związkiem Pracy Ludowej „Orka”. Rok później wszedł do Okręgowej Komisji Oświaty i Kultury Ruchu Ludowego „Roch”. 
W 1944 opuścił Lwów, a rok później osiedlił się w Krakowie. W pierwszych latach po wojnie włączył się aktywnie w prace naukowe i organizacyjne Komitetu Naukowego do Ziem Odzyskanych. Nowe władze początkowo nie zgodziły się na podjęcie przez Bujaka pracy na Wydziale Humanistycznym Uniwersytetu Jagiellońskiego. Znajdował się pod kontrolą organów bezpieczeństwa. Jednak w grudniu 1946 został mianowany profesorem zwyczajnym Katedry Ekonomiki Spółdzielczej na Wydziale Rolniczym Uniwersytetu Jagiellońskiego. Z tego powodu nie objął proponowanej mu wcześniej Katedry Historii Gospodarczej i Geografii Politycznej na Wydziale Humanistycznym Uniwersytetu Poznańskiego. W 1945 został przewodniczącym Komisji Socjologicznej. W 1948 przeszedł na emeryturę, a w 1949 opublikował ostatnią pracę naukową. W 1952 Bujak został członkiem tytularnym Polskiej Akademii Nauk. 
W 1947 wycofał się z życia publicznego, rozczarowany marginalizowaniem przez władze komunistyczne ugrupowań chłopskich, w tym popieranego przez siebie Związku Młodzieży Wiejskiej RP „Wici”. Jego naturalistyczny i neokonserwatywny światopogląd spotkał się z chłodną oceną inteligencji okołorządowej. W oficjalnym nekrologu Natalia Gąsiorowska napisała: „Nie wyzwolił się Bujak nigdy z ideologicznej zależności od środowiska społecznego, w którym się urodził i wychował”.
Zmarł 21 marca 1953. Został pochowany na cmentarzu Rakowickim w Krakowie, w pasie 46.

## Działalność społeczna
Czynnie zaangażował się w funkcjonowanie Muzeum Etnograficznego, w którym pełnił funkcję skarbnika oraz był współautorem statutu, a także darczyńcą. 
W 1935 ufundował Dom Ludowy w rodzinnej wsi. Fundował także stypendia dla dzieci uczących się w rocznych szkołach rolniczych.
W 1937 powołał Zrzeszenie Inteligencji Ludowej i Przyjaciół Wsi w Warszawie. Głównym celem organizacji było łączenie inteligencji pochodzenia ludowego w pracy na rzecz poprawy jakości życia na wsi. 
Z jego inicjatywy utworzono we Lwowie Spółdzielnię Wydawniczą „Wieś”, która wydawała miesięcznik „Wieś i Państwo”. Kontynuowała również wydawanie „Biblioteki Dziejów i Kultury Wsi”.

## Życie prywatne
Jego żoną była Ewa Kramsztyk (1879–1909), absolwentka fizyki na UJ, wnuczka postępowego rabina Izaaka. Ślub w obrządku katolickim odbył się 23 kwietnia 1903 w Krakowie. Ich synem był Jakub Bujak (1905–1945). Zdaniem Ludwika Hassa małżeństwo z Żydówką przyczyniło się do zerwania Bujaka z endecją. Listy Bujaka i jego żony zostały wydane w 2012 .

## Uczniowie i współpracownicy
Z uczniów i studentów tworzył zespoły badawcze (tematyczne), które dawały szansę na realizację głównych planów badawczych (tzw. Szkoła Bujaka). Jego doktorantami byli m.in. Stanisław Hoszowski, Stefan Inglot, Tadeusz Ładogórski, Franciszek Persowski, Aleksander Tarnawski, Jan Warężak, Roman Zubyk, do jego magistrantów należał Aleksander Baumgardten, do słuchaczy jego seminarium w Krakowie Zofia Kozłowska-Budkowa i Roman Rybarski, a we Lwowie Ludwik Hass, Stanisław Pazyra i Antoni Walawender.
Współpracownikiem Bujaka we Lwowie od 1934 był wybitny ukraiński marksista Roman Rozdolśkyj, który w odróżnieniu od wszystkich ukraińskich (i licznych żydowskich) uczniów Bujaka przeżył II wojnę światową.
Bujak napisał przedmowy do wielu współczesnych publikacji książkowych poświęconych historii społeczno-gospodarczej, ekonomii i ruchowi ludowemu. Wśród autorów tych prac obok uczniów Bujaka byli Franciszek Stefczyk, Wojciech Zaleski, Jan Ptaśnik, Franciszek Magryś, Karol Ludwik Koniński, Jan Gerlach, Stanisław Pigoń i Janina Bielecka.

## Odznaczenia i nagrody
- Krzyż Komandorski z Gwiazdą Orderu Odrodzenia Polski (2 maja 1923)[38][39]
- Nagroda im. Karola Szajnochy (1938)[40]

## Upamiętnienie
Franciszek Bujak jest patronem krakowskiej ulicy położonej w Podgórzu Duchackim.

## Główne prace
- Limanowa, miasteczko powiatowe w zachodniej Galicyi. Stan społeczny i gospodarczy, Gebethner, Kraków 1902.
- O średniowiecznych mapach żeglarskich, „Rozprawy Wydziału Historyczno-Filozoficznego Akademii Umiejętności w Krakowie” 46 (1903), s. 190–264.
- Żmiąca, wieś powiatu limanowskiego. Stosunki gospodarcze i społeczne, Gebethner, Kraków 1903.
- Studia nad osadnictwem Małopolski, Akademia Umiejętności, Kraków 1905 (wznowienie: Poznańskie Towarzystwo Przyjaciół Nauk, Poznań 2001).
- Wieś zachodniogalicyjska u schyłku XIX w., [w:] Franciszek Bujak, Stanisław Grabski, Adam Krzyżanowski, Karol Potkański, Wieś polska, t. 1, Wydawnictwo Towarzystwa dla Popierania Nauk Społecznych w Krakowie, Lwów 1905.
- Galicja, 2 t., Altenberg, Lwów 1908–1910 (tom I, tom II)
- Maszkienice, wieś powiatu brzeskiego. Rozwój od r. 1900 do r. 1911, Akademia Umiejętności, Kraków 1914.
- Materyały do historyi miasta Biecza (1361–1632), Kraków 1914.
- (ze Stanisławem Grabskim), Polityka ekonomiczna, Biblioteka Słuchaczy Prawa, Lwów 1915.
- Uwagi społeczno-gospodarcze dla włościan, Macierz Polska, Lwów 1916.
- O naprawie ustroju rolnego w Polsce, Gebethner i Wolff, Warszawa 1918.
- O podziale ziemi i reformie rolnej, wyd. III, Biuro Propagandy Wewnętrznej, Warszawa 1920.
- Uwagi krytyczne o naszej reformie rolnej, Gebethner i Wolff, Warszawa 1921.
- Z odległej i bliskiej przeszłości. Studja historyczne i społeczne, Ossolineum, Lwów 1924
- Studja geograficzno-historyczne, Gebethner i Wolff, Warszawa 1925.
- Narok. Przyczynek do ustroju społecznego Polski piastowskiej, Lwów 1925.
- Rozwój gospodarczy Polski w krótkim zarysie, Spółdzielczy Instytut Naukowy, Kraków 1925.
  - Przekład angielski: Poland's Economic Development: A Short Sketch, George Allen & Unwin, Londyn 1926.
- Nauka a społeczeństwo. Szkice z dziedziny naukoznawstwa, Instytut Popierania Nauki, Warszawa 1930.
- (z Stefanem Inglotem, Władysławem Rusińskim, Janem Rutkowskim i A. Żabką-Protopowiczem) Ogólne uwagi historyczne oraz rys historyczny wsi na Ziemiach Odzyskanych, Ministerstwo Rolnictwa i Reform Rolnych, Warszawa 1947.
- Wenedowie na wschodnich wybrzeżach Bałtyku, Instytut Bałtycki, Gdańsk 1948.